# Boris Fitinhof-Schell
Boris Fitinhof-Schell   (Morshansk, 26 d'agost de 1829 - Sant Petersburg, 26 de setembre de 1901) Compositor rus d'ascendència alemanya bàltica.
El seu pare era noble baró bàltic alemany, baró Alexander Otto von Vietinghoff, genannt Scheel i Yelisevet Pavlovna Yazykova. La família "Vietinghoff", es considera part de la Uradel (o noblesa), la família era de Westfàlia origen, originaris d'Essen. La sucursal bàltica s'havia traslladat als països bàltics des del segle xiv. Fins i tot va pensar que el pare de Boris era luterà, el van batejar com a ortodox, perquè la seva mare era russa.
Fitinhoff-Schell es va formar al Conservatori de Moscou a John Field i Adolf von Henselt, i va ser un company de classe de Txaikovski. La seva obra més destacada són els ballets The Haarlem Tulip (1887) i Cinderella (1893), que va compondre per al Ballet Imperial de Sant Petersburg. També va enregistrar quatre òperes per a l'Òpera Imperial de Sant Petersburg, que van ser encarregades per Ivan Vsevolozhsky, director dels teatres imperials. La seva Boda de març, puntuada especialment per a les noces del tsar Nicolau II i l'emperadriu Alexandra encara se sent de tant en tant.
Fitinhoff-Schell també destaca per la seva Obertura fantàstica a la seva òpera Mazeppa (1859, llibret del príncep Grigory Kugushev), en la qual es feien servir profusament escales de to sencer. Franz Liszt va apreciar molt aquesta obra, descrivint el seu efecte com "... terrorífic per a totes les orelles llargues i sobresortint". El mateix Liszt va fer ús de l'escala de to sencer en la seva Divina Commedia, que il·lustrava l'Infern, i la va utilitzar de forma sistemàtica en les seves peces d'orgue i piano tardà publicades pòstumament.

## Obra

### Òperes
- Mazeppa (1859)
- Tamara (1886)
- Don Juan de Tenorio (1888)
- Mary Stuart (mai realitzada)
- Heliodora (mai realitzada)

## Ballets
- The Haarlem Tulip (1885)
- Ventafocs (1893)